# 市川悠太
市川 悠太（いちかわ ゆうた、2001年3月29日 - ）は、高知県高知市出身の元プロ野球選手（投手）。右投右打。

## 経歴
高知市立潮江中学校から明徳義塾高等学校に進学。2年生の春夏、3年生春と3季連続で甲子園に出場。2年生秋には秋季四国大会、第48回明治神宮野球大会でエースとして全試合完投して両大会で優勝した。
2018年のドラフト会議で東京ヤクルトスワローズから3位で指名を受け、契約金5000万円、年俸580万円という条件で入団した。

### プロ入り後
2019年は二軍で登板を重ね、18試合に登板し1勝0敗、防御率2.79の成績を残したが、翌年も一軍登板の機会はなく、初登板は2022年7月1日の横浜DeNAベイスターズ戦で、1回1失点（一塁手の野選による失点）だった。
2023年は、一軍で4試合に登板し、そのうち3試合は先発登板だったが防御率8.36と結果を残せず、10月2日に球団から戦力外通告を受けた。11月15日に12球団合同トライアウトに参加し、シート打撃で打者3人と対戦。与四球1、奪三振1、被安打1（二塁打）という結果で、直球の最速は136km/hにとどまった。

## 選手としての特徴
サイドハンドから最速 149km/hのストレートを投じる。変化球はスライダーとシュートを投じる。

## 詳細情報

### 年度別投手成績
| 年 度     | 球 団     | 登 板 | 先 発 | 完 投 | 完 封 | 無 四 球 | 勝 利 | 敗 戦 | セ 丨 ブ | ホ 丨 ル ド | 勝 率 | 打 者 | 投 球 回 | 被 安 打 | 被 本 塁 打 | 与 四 球 | 敬 遠 | 与 死 球 | 奪 三 振 | 暴 投 | ボ 丨 ク | 失 点 | 自 責 点 | 防 御 率 | W H I P |
| --------- | --------- | ----- | ----- | ----- | ----- | -------- | ----- | ----- | -------- | ----------- | ----- | ----- | -------- | -------- | ----------- | -------- | ----- | -------- | -------- | ----- | -------- | ----- | -------- | -------- | ------- |
| 2022      | ヤクルト  | 6     | 1     | 0     | 0     | 0        | 0     | 0     | 0        | 0           | ----  | 58    | 12.0     | 17       | 1           | 6        | 0     | 1        | 6        | 2     | 0        | 10    | 10       | 7.50     | 1.92    |
| 2023      | ヤクルト  | 4     | 3     | 0     | 0     | 0        | 0     | 2     | 0        | 0           | .000  | 65    | 14.0     | 14       | 4           | 5        | 0     | 4        | 7        | 1     | 0        | 14    | 13       | 8.36     | 1.36    |
| 通算：2年 | 通算：2年 | 10    | 4     | 0     | 0     | 0        | 0     | 2     | 0        | 0           | .000  | 123   | 26.0     | 31       | 5           | 11       | 0     | 5        | 13       | 3     | 0        | 24    | 23       | 7.96     | 1.62    |

- 2023年度シーズン終了時

### 年度別守備成績
| 年 度 | 球 団    | 投手  | 投手  | 投手  | 投手  | 投手  | 投手     |
| 年 度 | 球 団    | 試 合 | 刺 殺 | 補 殺 | 失 策 | 併 殺 | 守 備 率 |
| ----- | -------- | ----- | ----- | ----- | ----- | ----- | -------- |
| 2022  | ヤクルト | 6     | 0     | 2     | 0     | 0     | 1.000    |
| 2023  | ヤクルト | 4     | 1     | 3     | 2     | 0     | .667     |
| 通算  | 通算     | 10    | 1     | 5     | 2     | 0     | .750     |

- 2023年度シーズン終了時

### 記録
初記録
投手記録
- 初登板：2022年7月1日、対横浜DeNAベイスターズ10回戦（明治神宮野球場）、9回表に4番手で救援登板・完了、1回1失点
- 初奪三振：2022年7月3日、対横浜DeNAベイスターズ12回戦（明治神宮野球場）、9回表に佐野恵太から空振り三振
- 初先発登板：2022年9月28日、対阪神タイガース24回戦（明治神宮野球場）、5回1失点

打撃記録
- 初打席：2022年9月28日、対阪神タイガース24回戦（明治神宮野球場）、3回裏に伊藤将司から見逃し三振

### 背番号
- 40（2019年 - 2023年）

### 登場曲
- 「... Ready For It?」 テイラー・スウィフト （2020年）
- 「Hero」安室奈美恵（2021年 -2022年 ）

### 代表歴
- 第12回 BFA U-18アジア選手権大会 日本代表